# Коучинг
Коучинг (енгл. coaching) је облик развоја у коме особа која се зове коуч (енгл. coach) подржава ученика или клијента у постизању одређеног личног или професионалног циља пружањем обуке и вођства. Ученик се понекад назива  коучи (енгл. coachee). Понекад, коучинг може значити неформални однос између двоје људи, од којих један има више искуства и стручности него други и нуди савете и смернице; коучинг се разликује од менторства у фокусирању на специфичне задатке или циљеве, за разлику од општих циљева или укупног развоја.
Коучинг подстиче и омогућава нови начин размишљања и подржава примену новостечених знања кроз конкретне акције, као и брже постизање жељених циљева и резултата. Циљ коучинга је лични и професионални развој појединца преко тренутних оквира.

## Порекло
Прва употреба појма "коуч" настала је око 1830. године у сленгу Универзитета у Оксфорду за ментора који је "cпровео" студента кроз испит. Реч "коучинг" тако идентификује процес којим се људи воде  од онога где јесу, ка ономе где желе да буду. Прва употреба појма у вези са спортом стигла је 1861. Историјски гледано, на развој коучинга утицала су многа поља активности, укључујући образовање одраслих, Покрет људских потенцијала, групе за подизање свести великих група (LGAT) као што су "ЕST", лидерске студије, лични развој и психологија.

## Типови коучинга
- — извршни коучинг

Примењује се на различите области пословања и има за циљ развијање компетентније, ефективније и продуктивније индивидуе. Клијенти су најчешће власници компанија, руководиоци и менаџери.
- — животни коучинг

Представља подршку личном развоју појединца у било ком аспекту његовог живота - специфичним личним пројектима, пословним успесима, променама у животу појединца, односима које гради са другима, циљевима које жели да оствари...

## Коучинг у настави
Коучинг у настави је нов приступ настави и учењу, у коме су положај и улога наставника и ученика  различити у односу на  традиционални приступ,  који је најчешће  заступљен у учионицама. 
Ученик постаје активан учесник процеса учења, преузима одговорност за своје учење, док га наставник  подржава, прати  и усмерава  у процесу учења  и  у процесу личног и социјалног развоја.

## Циљеви и методе
Сазнајни развој – подстицање и неговање радозналости, стицање трајних знања, стварање нових представа о учењу,  коришћење знања из разних извора, повезивање информација са искуством, дубље разумевање и развој критичког мишљења.
Емоционални и социјални развој - подстицање самосталности, самопоштовања и поверења у сопствене вредности, изградња позитивнијег, толерантнијег и пријатељског односа с вршњацима, изградња позитивног става према наставницима и школским предметима.
Коучинг у  настави је  проблемски и истраживачки усмерена настава која користи  наставне методе познате као:
- Пројектна настава[5]
- Сарадничко учење
- Вршњачко учење
- Истраживачко учење у групама
- Проблемско учење[6]

## Разлике између коучинга и коучинга у настави
Коучинг у настави почива на принципима коучинга, али се разликује по  томе што:
- Наставник није  психолог нити животни тренер, он је  и даље и пре свега педагог који помаже ученицима у процесу учења, учи их како да уче, како да постављају циљеве и праве личне планове учења, како да врше само-процену и вршњачку процену.
- Наставник  није тимски нити лични животни тренер.Његово поље деловања је учење.Он се  не бави  свеопштом  анализом  уверења, осећања и деловања ученика. Његов циљ није  укупна промена квалитета  живота ученика  већ промена квалитета и начина учења.